# H JeuneCrack
H JeuneCrack (né en 2001 à Lille, dans le Nord) est un rappeur français. Il publie au sein du label Opale Système.

## Biographie

### Enfance et éducation
Né à Lille, H JeuneCrack y vit jusqu'à ses onze ans. Sa famille déménage ensuite à Albi, près de Toulouse. Dès son enfance, il est baigné dans des styles musicaux éclectiques, allant de la chanson française à la soul, au rock et au rap.  
Il est titulaire d'un DUT Informatique.

### Débuts (2020–2024)
La carrière discographique solo d'H JeuneCrack débute en 2021, avec la publication de 1er cycle puis de Puzzle mus1que.  Il publie plusieurs projets l'année suivante, en 2022, avec non seulement 2e cycle et 3e cycle, mais aussi un EP intitulé Mauvaise musique en collaboration avec Beamer, rappeur et ingénieur du son membre du collectif Summum Klan. Le 17 Mai est publiée sa session freestyle Grünt, la Grünt #50, pour laquelle il est accompagné par Winnterzuko, Beamer, Mairo, Nocif, Sknny et Nemo. Fin Mai est également publié l'EP Cactus musique de Bricksy et 3g, sur lequel le JeuneCrack contribue à chacun des cinq morceaux.
2023 marque la sortie de la mixtape Matière première, second projet à sortir sur son label Opale Système après 3e cycle, ainsi que d'une collaboration de trois titres avec Don Dada Records, intitulé La Pieuvre, annoncée lors des concerts à guichet fermé donnés à la Gaieté Lyrique les 21 et 22 septembre. Avec les deux dates complètes à la Maroquinerie données en Janvier, l'année 2023 est aussi celle du succès sur scène. 
En 2024, H JeuneCrack collabore cette fois avec le rappeur suisse Mairo, avec qui il publie en Février l'EP trois titres La solution. Il publie également un single solo, La taupe, le 18 octobre. Le 19 décembre, H JeuneCrack sort le Freestyle 1er Mouvement, qui préfigurant une nouvelle trilogie en écho aux 1er, 2e et 3e cycles.

### 1ermouvement(depuis 2025)
Son album 1er Mouvement est publié le 7 février 2025. La vidéo publiée la semaine précédente pour annoncer la sortie, ainsi que le clip de Hustleuse sorti en janvier, poursuivent le développement d'une identité visuelle propre du JeuneCrack.
Le 25 mars 2025, H JeuneCrack se produit à la Station - Gare des Mines, dans le XVIIIème arrondissement de Paris, pour le programme Dans Le Club d'Arte Concert. La programmation du concert le voit accompagné de Mairo et d'Infinit'. À cette occasion, il interprète certains de ses featuring avec ces artistes. Il se produit à la Cigale les 9 et 10 Mai, à guichet fermé.

## Indépendance
H JeuneCrack créé lui-même la plupart de ses prods, mais collabore aussi occasionnellement avec d'autres producteurs. Il apparait aussi régulièrement sur d'autres projets que les siens, signe de sa reconnaissance par ses pairs et de son investissement dans la scène rap contemporaine.

## Style musical
H JeuneCrack entretient un style relativement éclectique, notamment à travers des choix d'instrumentations radicaux croisant de nombreuses influences. Ses textes sont caractérisés par un style d'écriture mêlant humour, auto-dérision et propos plus intimes. Supporter du Losc, H JeuneCrack émaille également ses textes de nombreuses références footballistiques.

## Communication
Initialement réservé dans sa communication, H JeuneCrack ne donne pas d'interview durant les premières années de sa carrière. Ses interventions médiatiques se limitent alors à l'annonce de ses sorties et de ses concerts via ses réseaux sociaux. Il déclare à l'abcdr du son en février 2025 n'avoir "jamais voulu faire le mec mystérieux qui ne donne aucune interview" mais n'avoir "pas le sentiment [qu'il avait] grand chose à dire avant ça". À Libération, il ajoute "En trois années, j’ai sorti plusieurs EP, une trilogie, j’ai fait une tournée… Je crois que c’est le bon moment".

## Engagement
H JeuneCrack montre une forme d'engagements au travers de certains de ses textes, mais aussi en apportant son soutien à des causes. Ses concerts de Mai 2025 à la Cigale se sont ainsi conclus par un appel à signer une pétition contre la dissolution du collectif Urgence Palestine, cette procédure de dissolution ayant été annoncé quelques jours plus tôt par le ministre de l'Intérieur Bruno Retailleau.

## Discographie

### Singles (hors projets)
- 2021 : Crabe
- 2022 : La vigne (feat. Mairo)
- 2022 : Le Big Lebowski (feat. abel31)
- 2024 : La taupe
- 2024 : Freestyle 1er mouvement

### Apparitions
- 2021 : BabyBoo - David Beckham, feat. H JeuneCrack, Yalna (sur l'EP Midnight Ghost)
- 2022 : 1863 - Emploi fictif, feat. H JeuneCrack, TaeminTekken (sur l'album Teahupoo)
- 2022 : abel31 - 10 balles, feat. H JeuneCrack (sur l'album 200)
- 2022 : Realo, Tony Seng - PAS ENCORE, feat. H JeuneCrack (sur l'album Bassline)
- 2022 : Sely - Homme de boue, feat. H JeuneCrack, TaeminTekken (sur l'album Connecté 2)
- 2022 : Nyluu - Elevation, feat. H JeuneCrack (sur l'album uu Symphonie)
- 2022 :  Bricksy et 3g - + que 2, feat. H JeuneCrack (sur l'album Tangerine)
- 2022 :  S-Tee - McFLY, feat. H JeuneCrack (sur l'album Black Durag 2)
- 2022 : Kold Vizion - Refroidir, feat. H JeuneCrack, Sylens
- 2022 :  $knny - Cahuzac Strauss-Kahn, feat. H JeuneCrack, BabyBoo (sur l'EP Back 2 Baysics)
- 2023 : Mairo - merci bonne journée, feat. H JeuneCrack (sur l'album Omar Chappier)
- 2023 : Caballero et JeanJass - Très à propos, feat. H JeuneCrack (sur l'album High et fines herbes - Édition 420)
- 2023 : Sheldon - Le sac, feat. H JeuneCrack, 3010 (sur l'album Seul(s))
- 2023 : Idée Noire. - Hérétique, feat. H JeuneCrack, Uliss (sur l'album Inner Child)
- 2023 : Floki - Concentre-toi, feat. H JeuneCrack, Bricksy et 3g
- 2023 : Samp7e - Zone de comfort, feat. H JeuneCrack, Simala, Nastaz (sur l'EP At Field)
- 2025 : Le Film continue (feat. Infinit', Mairo sur l'album Mr. Le faire)
- 2025 : Eloquence - Freebase, feat. H JeuneCrack (sur l'album Extravaganza)
- 2025 : Bricksy et 3g - Mémoire sélective, feat. H JeuneCrack (sur l'album But It Ain't)